# Хижаки (фільм, 1964)
«Хижаки́» (фр. Les Félins) — чорно-білий кінофільм-трилер режисера Рене Клемана, знятий за романом Дея Кіна «Дім радощів».

## Сюжет
Молодий і привабливий завойовник жіночих сердець Марк (Ален Делон) наживає собі величезних неприємностей, спокусивши дружину жорстокого бандита МакКіна. Дізнавшись про любовний зв'язок дружини, МакКін наказує своїм людям розшукати Марка і стратити його, відрізавши голову. Лише завдяки випадку плейбоєві вдається сховатися від убивць. Він ховається у притулку для безхатьків. Там Марк знайомиться з Барбарою (Лола Олбрайт) — жінкою дуже багатою. Барбара пропонує хлопцю переїхати в її шикарний будинок, де вона мешкає разом з юною сестрою, і стати її особистим водієм. Марк погоджується на принадну пропозицію, не здогадуючись, що робить фатальну помилку.

## В ролях
| Актор          | Роль             |
| -------------- | ---------------- |
| Ален Делон     | Марк             |
| Джейн Фонда    | Мелінда          |
| Лола Олбрайт   | Барбара          |
| Соррелл Бук    | Гаррі            |
| Карл Штюдер    | Лофтус           |
| Андре Уманскі  | Венсан           |
| Артур Говард   | панотець Нельсон |
| Джордж Гейнс   |                  |
| Анетт Пувр     |                  |
| Жан-Пьер Оноре | Шнейдер          |
| Жак Безар      | Наполеон         |

## Схожі твори
• Франсіско Гарсія Павон. «Руді сестри» (1972)